# Altar de Domicio Enobarbo
El Altar de Domicio Enobarbo (en latín: Ara Domitii Ahenobarbi) es en nombre que se le da a cuatro paneles de mármol esculpidos que probablemente decoraban una base que soportaba estatuas de culto en la naos del Templo de Neptuno en el Campo de Marte, en la ciudad de Roma. Estos paneles nos cuentan dos historias. Una cívica, y otra mitológica. En los paneles cívicos se representan tres escenas. La primera es la representación del cargo de censor. La segunda es la suovetaurilia. La tercera, es la representación del ejército romano. En los paneles mitológicos observamos una representación del matrimonio de Neptuno y Anfitrite.
El friso está fechado a finales del siglo II a. C., lo que lo convierte en el segundo bajorrelieve romano más antiguo que ha llegado hasta nuestros días. Es muy probable que el general Cneo Domicio Enobarbo haya mandado a construir los relieves después de una victoria naval, quizás la que ganó en Samos en 129 o 128 a C. contra Aristónico (pretendiente al trono de Pérgamo bajo el nombre de Eumenes III).
Los paneles esculpidos están expuestos al público. Una parte está en la exhibición del Louvre (Ma 975) y otra está en la Gliptoteca de Múnich (Inv. 239). Una copia de los paneles de Múnich se pueden ver en el Museo Pushkin de Moscú.

## Contexto arqueológico
Los paneles fueron encontrados en la zona correspondiente al Templo de Neptuno construido cerca del Circo Flaminio, junto al Campo de Marte. Es probable que los restos de este templo estén bajo la iglesia de Santa María in Publicolis, pero su identificación sigue siendo incierta.

## Historia

### Antigüedad
Los relieves parecen haber sido realizados durante la construcción de un Templo de Neptuno en el Campo de Marte. Un general, probablemente Cneo Domicio Enobarbo, prometió construir un templo para el dios del mar después de una victoria naval, quizás la que ganó en Samos en 129 o 128 a C. contra Aristónico (pretendiente al trono de Pérgamo bajo el nombre de Eumenes III) que había intentado oponerse a la donación de Pérgamo a Roma por voluntad del rey Átalo III. La construcción del templo (o restauración de un templo preexistente) esta fechada en 122 a C., año en el que Cn. Domicio Enobarbo fue nombrado cónsul.
Los relieves de la base de la estatua de culto, que originalmente constaba solo de escenas mitológicas, se completaron después del ascenso de Domicio Enobarbo como censor en el 115 a C. con una cuarta panel. Otras hipótesis apuntan a que estas fueron realizadas durante tiempo donde era censor Lucio Valerio Flaco o Marco Antonio el Orador, que podrían estar igualmente relacionadas con los motivos de los relieves.
Hay evidencia de que este templo de marte estaba ligada a los descendientes de Cneo Domicio Enobarbo. En 41 a C., Cneo Domicio Enobarbo (descendiente de Enobarbo, el cónsul de 122 a C., quien compartía su nombre completo), partidario del partido republicano y de los asesinos de César hizo acuñar un áureo con motivo de una victoria sobre un partidario de Octavio, que presentaba la imagen de su antepasado en el anverso y un tetrástilo. templo en el reverso, con la inscripción NEPT CN DOMITIUS LF IMP (Cn. Domicio, Hijo de Lucio, Imperator, a Neptuno.

### Renacimiento
Los relieves se mencionan en 1629 y 1631 tras haber sido descubiertos durante las obras realizadas por la familia romana Santacroce entre 1598 y 1641, entre las que destaca la construcción y ampliación de un palacio cerca del Tíber por parte del arquitecto Peparelli. Los relieves habían eran usados como decoración en el patio del palacio, donde están atestiguados en 1683.

## Descripción

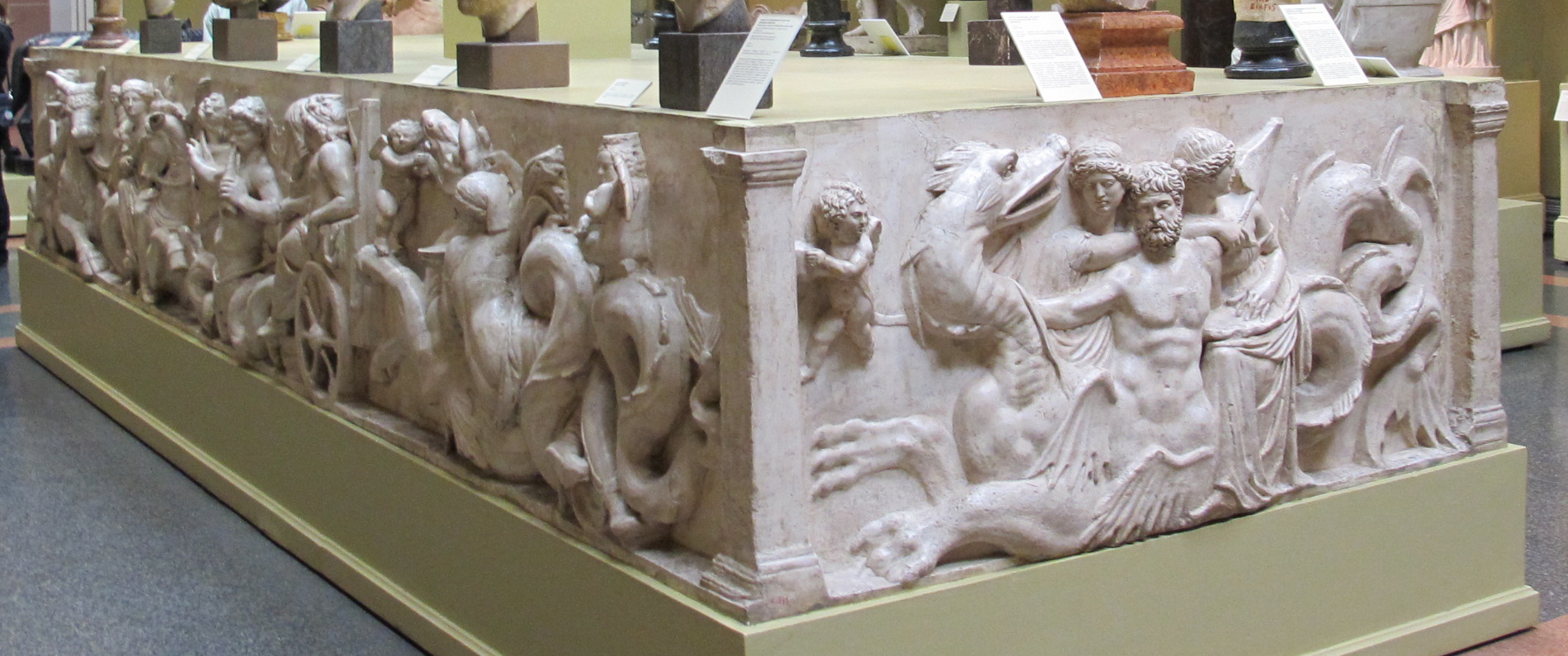
Reparto de los paneles mitológicos, Museo Pushkin.

A pesar de su nombre común, es probable que los relieves no formaban parte de un altar, sino que eran parte de una gran base rectangular (5,6 m de largo, 1,75 m de ancho y 0,8 m de alto), destinada a sostener las estatuas de culto. Estas incluían obras atribuidas al escultor griego Escopas, como el importante grupo de estatuas que presenta a Neptuno, Tetis, Aquiles, las Nereidas, Tritones y Forcis con monstruos marinos y otras criaturas fantásticas.
Los relieves están formados por dos grandes paneles en los lados largos de la base y dos paneles más pequeños en los lados cortos. El gran panel conservado en el Louvre es típico del arte cívico romano y representa una escena que sólo se encontraría en Roma en este período: el censo. Los otros tres paneles representan un tema mitológico en estilo helenístico : el matrimonio de Neptuno y Anfitrite . Dada la diferencia de estilo, tema y material, se piensa que los dos frisos no son contemporáneos. El friso mitológico parece haber sido realizado con anterioridad, cubriendo los tres lados visibles de la base, que originalmente estaría conectada con la pared posterior de la cella . Unos años más tarde, la base se habría desplazado del muro, dejando libre el cuarto lado para el panel que representa el censo.

### Escena cívica
El panel histórico de la base, de 5,65 metros de largo, 0,80 metros de alto y 0,015 metros de espesor, es un bajorrelieve de mármol de Parián, que representa las diferentes etapas de un censo del cuerpo de ciudadanos romanos. El relieve, que es uno de los primeros ejemplos del estilo narrativo continuo, se lee de izquierda a derecha y puede dividirse en tres escenas: la inscripción de los ciudadanos romanos en el registro de la censura, la purificación del ejército ante un altar dedicado a Marte y la leva de los soldados.

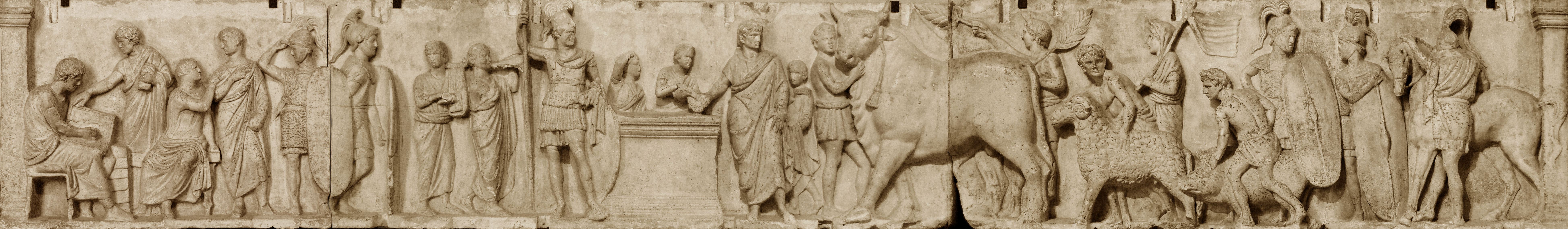
Escenas cívicas del altar.

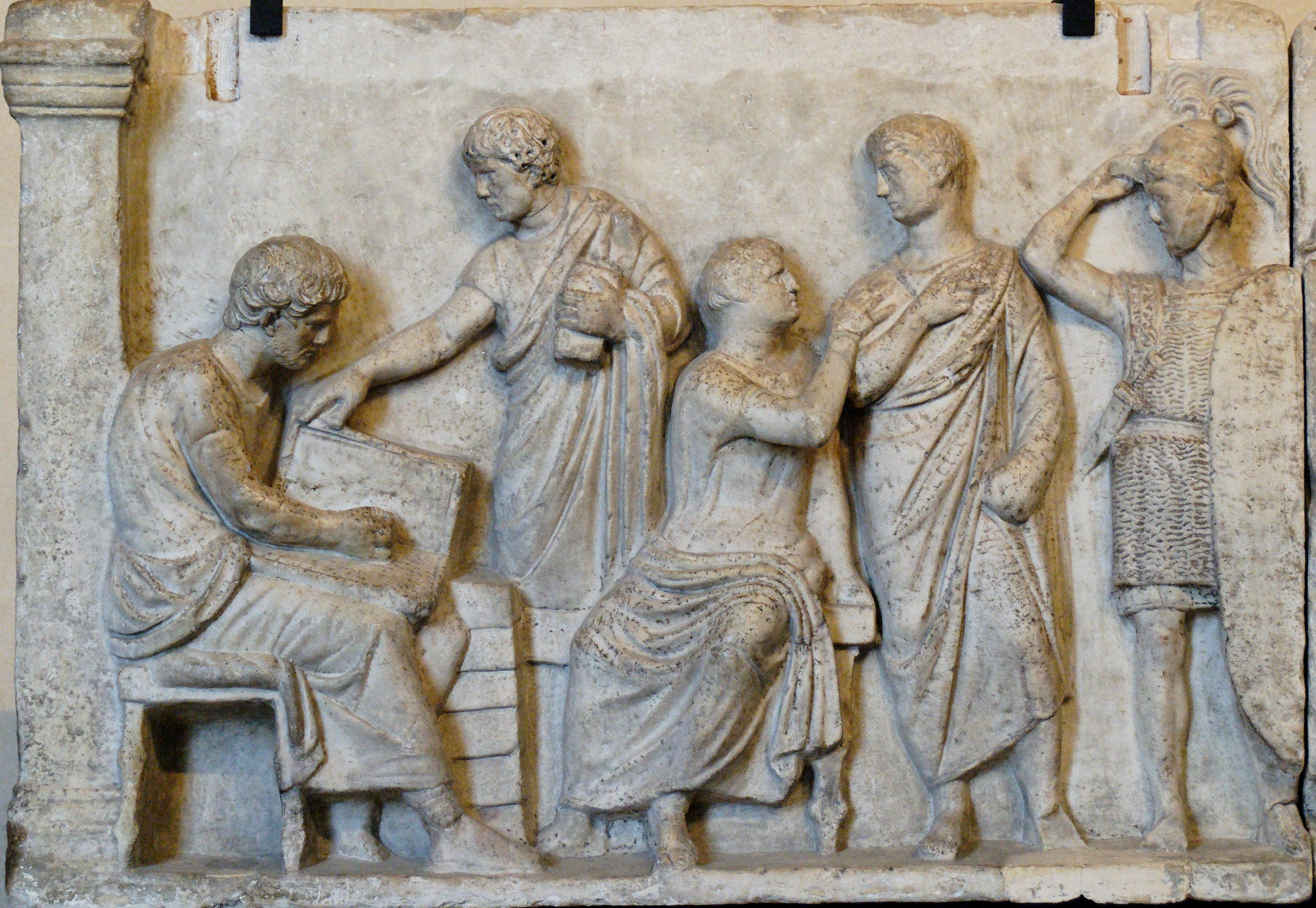
Registro de ciudadanos romanos.

#### Primera escena
En el extremo izquierdo del bajorrelieve, un funcionario involucrado en el censo (se considera que es un iurador o "tomador de juramento") registra la identidad y las propiedades de un hombre que está de pie frente a él, sosteniendo una tablilla de cera en una mano y extendiendo la otra., haciendo el gesto del juramento (professio). Sus declaraciones están registradas en un codex, formado por dos tabulae de madera, que el iurador tiene sobre sus rodillas. Seis más de estos códices se pueden ver apilados a sus pies. La identidad del funcionario no es totalmente segura, ya que parece llevar calcei, zapatos especiales reservados para individuos con rango senatorial. Así que incluso podría ser uno de los dos censores.
Esta escena marca el comienzo del censo romano, el período en el que eran registrados todos los ciudadanos romanos. Basándose en la riqueza de cada individuo, el censor, el magistrado romano que aquí se muestra a la derecha del ciudadano que realiza la professio, determinaba quién se sentaría en el senado y quién serviría en el ejército. El censor está representado con una mano sobre el hombro de una cuarta persona que viste una toga. Mediante este gesto (la manumissio), el censor acepta su declaración y emite su juicio (la discriptio), que concluye el proceso de asignación del individuo a una clase. El ciudadano señala con la mano a un soldado de infantería, indicándole la centuria a la que pertenece. La escena podría representar el cargo de censor de Cneo Domicio Enobarbo y L. Cecilio Metelo en 115 a C.

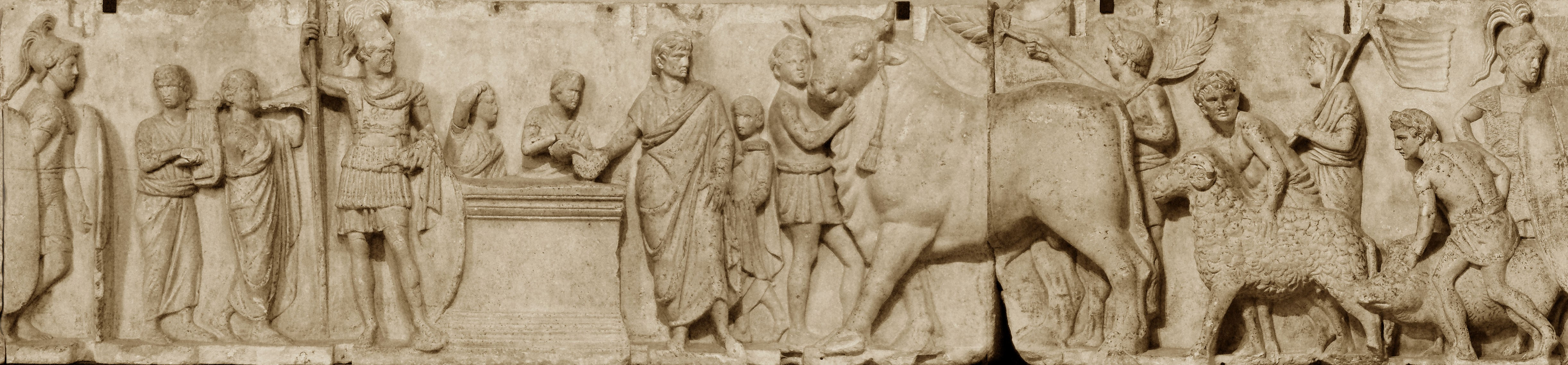
Purificación del ejército.

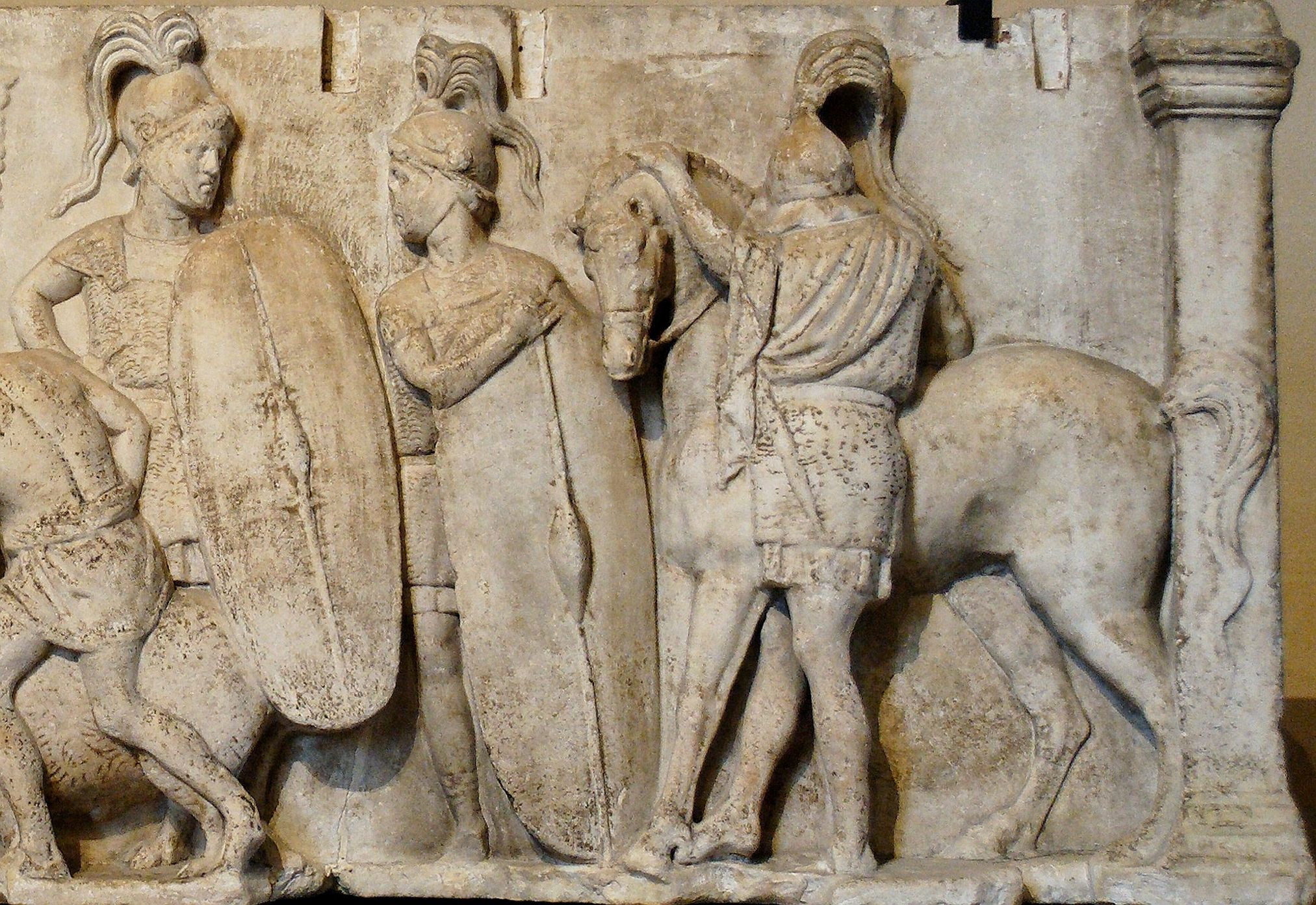
Leva del ejército.

#### Segunda escena
Sigue una escena religiosa, la ceremonia del lustrum, que legitima el censo y es presidida por uno de los dos censores, que toca el altar de Marte con la mano derecha. Marte está representado con armadura completa a la izquierda del altar. A la derecha, se suben tres víctimas para el sacrificio: el toro, el carnero y el cerdo (la suovetaurilia) que debían ser sacrificados en honor del dios para asegurar la buena fortuna en la guerra. El censor es ayudado durante la ceremonia por jóvenes asistentes (camilla), una en el proceso de verter el agua lustral. Detrás de Marte, dos músicos acompañan el sacrificio, uno toca la lira y el otro un aulos. Lo mismo para acompañar al camillus que se para detrás del altar y canta la precatio (oración). El segundo censor avanza detrás de las víctimas, sosteniendo un estandarte (vexillum).

#### Tercera escena
Por último, en el extremo derecho del bajorrelieve hay dos soldados de infantería y un jinete (eques) con su caballo. Junto con los otros dos soldados de infantería representados en la primera y segunda escenas, la escena recuerda la existencia de cuatro clases de infantería movilizable (pedite) y una clase de caballería formada a partir de la aristocracia.

### Escena mitológica
En lo paneles que llevan una comitiva de criaturas marinas de estilo helenístico tardío. Estos paneles están realizados en otro mármol procedente de Asia Menor. Se conservan en la Gliptoteca de Múnich. Los relieves probablemente representan el matrimonio de Neptuno y Anfitrite.

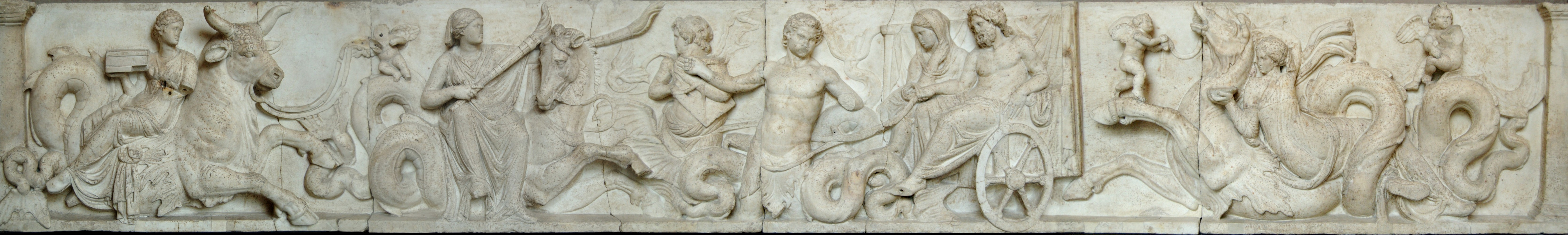
Escena mitológica del altar.

En el centro de la escena, Neptuno y Anfitrite están sentados en un carro tirado por dos tritones que bailan al son de la música. Les acompañan multitud de criaturas fantásticas, Tritones y Nereidas que forman el séquito de los novios. A la izquierda, una nereida montada en un toro marino lleva un regalo. A su derecha, la madre de Anfitrite, Doris, avanza hacia la pareja, montada sobre un caballito de mar y con antorchas nupciales en cada mano para iluminar el camino de la procesión. A su derecha hay un Eros, criatura asociada con Venus. Detrás de los novios, una Nereida acompañada de dos Eros, esta montada en un hipocampo, lleva otro regalo.

### Obras Generales
- Cels Saint-Hilaire, Janine (2011). La République romaine: 133-44 av. J.-C. (en francés). Armand Colin.
- De Chaisemartin, Nathalie (2003). Rome - Paysage urbain et idéologie: Des Scipions à Hadrien (IIe s. av. J.-C.-IIe s. ap. J.-C.) (en francés). Armand Colin.
- Coarelli, Filippo (2007). Rome and environs: an archaeological guide. University of California Press. ISBN 978-0-520-07961-8.

### Análisis de los relieves
- Stilp, Florian (2001). Mariage et Suovetaurilia: étude sur le soi-disant " Autel de Domitius Ahenobarbus " (en francés). Rome: Giorgio Bretschneider.
- Coarelli, Filippo (1968). «L'" Ara di Domizio Enobarbo " e la cultura artistica in Roma nel II secolo a.C.». Dialoghi di Archeologia (en italiano) 3: 302-368.
- Torelli, Mario (1992). Typology and Structure of Roman Historical Reliefs. University of Michigan Press. pp. 5-16.

- Datos: Q2712095
- Multimedia: Altar of Domitius Ahenobarbus / Q2712095